# 威廉·德·朗尚

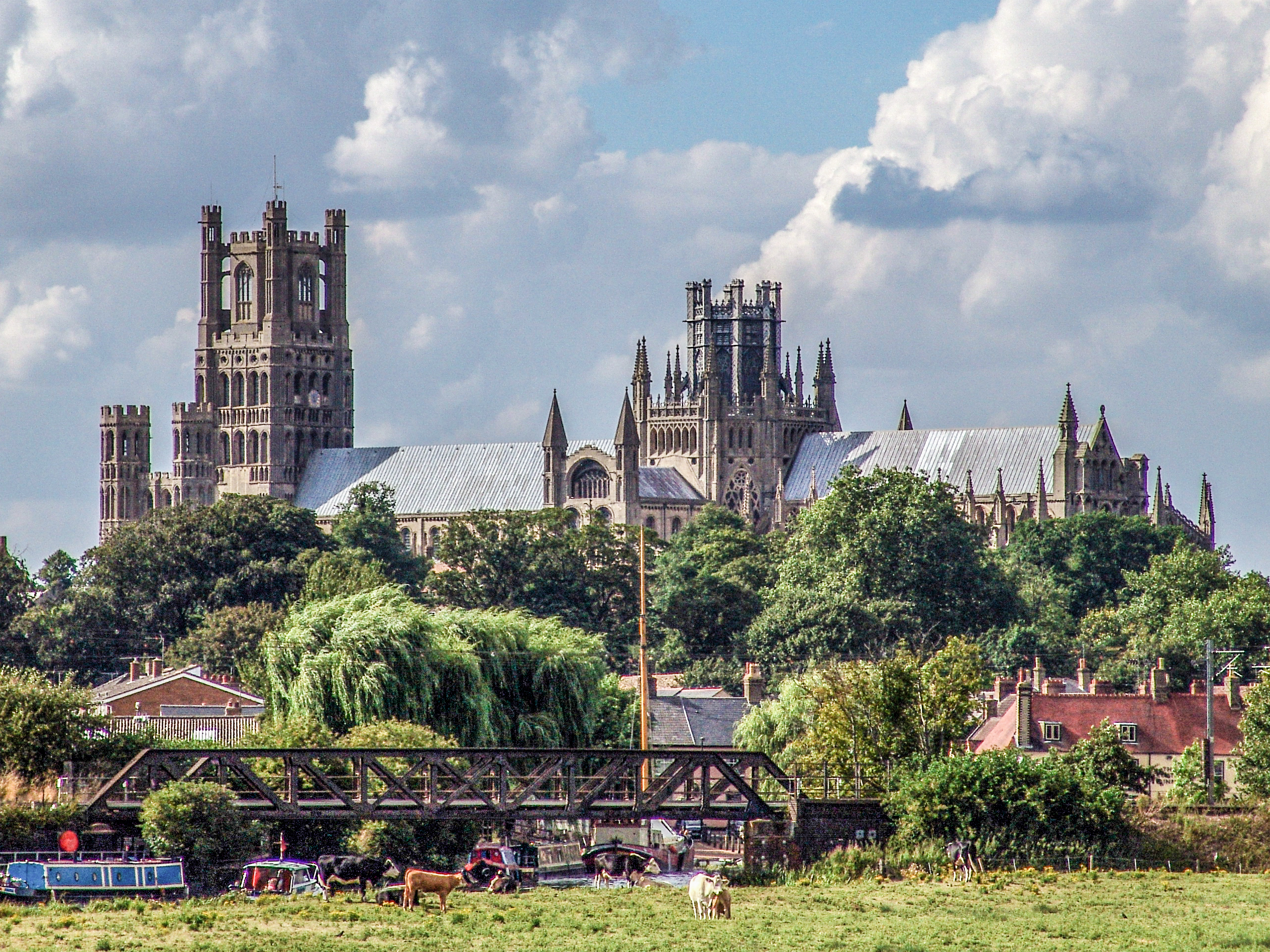
伊利座堂為威廉·德隆尚的主教座堂

威廉·德隆尚（—1197年）是中世纪的英格兰大法官、首席政法官和伊利的主教。

威廉·德隆尚出生于诺曼底一个贫穷人家，是王室的青睐使他有机会成就功名。隆尚的父亲是有土地的骑士，而有當代作家指出他是农民之子。隆尚起初侍奉亨利二世的私生子杰弗里，但很快就转到亨利的继承人理查麾下。在1180年理查继位之际，隆尚为谋总理大臣之职献金3000镑，很快就被任命为伊利教区的主教，並被教宗委任为使节。
狮心王理查参加第三次十字军东征時，隆尚负责英格兰的治理工作，但是其权威遭到理查的幼弟无地王约翰的挑战。约翰最終成功地将隆尚赶下最高权位，并将他放逐出英格兰。隆尚与英格兰其他主要贵族的紧张关系，也促成了将他流放的决定。隆尚离开后不久，理查在十字军东征后返回英格兰的旅途中被神聖羅馬帝國皇帝亨利六世抓获，并被勒索赎金。隆尚前往德意志，加入释放理查的谈判。理查一世重返英格蘭後，虽然隆尚回到了总理职位上，但他的权势却大不如前。隆尚一生在同侪中树敌无数，但他保持着国王的信任，直到1197年在主教任上逝世。隆尚曾寫过一篇關於法律的論文，在之后的中世纪里一直享有名氣。

## 背景和早年生活
隆尚祖籍诺曼底隆尚村。尽管他确实出生于诺曼底，但确切位置尚未可知，可能在诺曼人村庄阿让通附近。他的父亲于格·德隆尚如同1066年诺曼征服后的许多诺曼人贵族一样，在英格兰也有土地。 隆尚的对头之一于格·诺南称，老隆尚是个农民的儿子，但这种可能不大，因为于格·德隆尚似乎在诺曼底领有一份骑士的租佃地。这个家族起于微末，但侍奉亨利二世期间发家。老隆尚在英格兰赫里福德郡也有土地，包括威尔士的罗斯附近的威尔顿庄园。于格娶了一个拉奇家族的亲戚，名为伊芙的女人。历史学家大卫·贝尔福推测伊芙是吉尔伯特·德拉奇的女儿，其祖父为1095年被威廉二世因为叛乱罪流放的罗杰·德拉奇。
隆尚的姊妹丽舍(Richeut)嫁给了多佛城堡堡主。另一个姊妹梅莉桑(Melisend)可能随隆尚来到英格兰，其他信息无从得知。据记载有一个姊妹与斯蒂芬·德弗罗结婚, 但不清楚是否为梅莉桑。至于隆尚的兄弟们，奥斯贝尔一直是在俗教徒，所获成就也大多赖威廉提携；斯蒂芬跟随理查一世参加十字军东征；亨利也是在俗教徒，后来和奥斯贝尔一样做了郡督；罗贝尔做了一个修道士。兄弟中有两人成为修道院长。
隆尚在亨利二世的统治末期展开了他的公共生活，在国王私生子杰弗里手下任职。他不久就离开杰弗里，在亨利手下总理办公处任职，随后又跟随亨利的儿子理查。理查其时身为阿基坦公爵，任命隆尚做了阿基坦公国总理大臣。隆尚初次崭露头角是1189年在腓力二世的庭前，作为理查的代表对垒威廉·马歇尔，处理与国王亨利的纠纷。到此时，隆尚已经成为理查的心腹之一。

## 大法官和政法官
理查1189年登基为英格兰国王时，隆尚成为了英格兰大法官。隆尚为此职位支付了三千英镑。后来为了让文件上能盖王国国玺，这个价格又涨了一些，盖印是实现权威性的必要手段，也许隆尚也借此捞回了一些成本。1189年9约15日，在于派普维尔举行的议会上，国王擢升隆尚为伊利主教。理查同时任命了其他三位主教：戈弗雷·德卢奇去温彻斯特，理查德·菲茨尼尔去伦敦, 休伯特·沃尔特去索尔兹伯里。隆尚于1189年12月31日接收祝圣，1190年1月6日于伊利就任。
1189年离开英格兰之前，理查将伦敦塔交给隆尚管理，还任命他和达勒姆主教于格·德皮塞共同执掌首席政法官之职，那时该职位并非严格的司法职位。国王离开自己的王国时，将大部分的权力托付给政法官，使其以国王的名义行事。除了皮塞，国王还任命了于格·巴尔杜夫、威廉·布鲁尔、杰弗里·菲茨·皮特和威廉·马歇尔在皮塞和隆尚手下作为辅助。任政法官职期间，隆尚向全国各郡派出法官，执行流动审判，他自身先前毫无司法经验。由于隆尚与皮塞无法和谐共事，理查于1190年3月将亨伯河以北地区交给于格，以南则交给隆尚。关于理查是否在此时明确隆尚地位高于皮塞，历史学界尚未有定论，或许理论上两者在各自领域应当是平等的。到6月，隆尚已经将皮塞逐出权力中心，驱离政法官职务。在此期间他还收到了克莱孟三世就任教皇使节的任命。据传理查为保证隆尚的使节一职，向教宗支付了1500马克 (货币单位)（1000镑）。
隆尚赐予伦敦市民选举治安官的权利，还准许他们直接将征收的300镑税收汇缴给英格兰的财政大臣。隆尚巡视自己的教区期间，携带了一大车厢随从与动物，这成为他铺张浪费的标志，令他臭名昭著。1190年，在他任教皇使节期间，众主教在格罗斯特和威斯敏斯特举行使节教会议会。他还采取行动恢复在约克的权威，但在1190年3月的犹太大屠杀后宣告失败。同年，他派出一支军队对抗一个试图推翻坐镇威尔士的卫戍领主的威尔士亲王里斯·艾浦·格鲁菲兹。

## 与约翰的纷争
隆尚的诺曼底出身、他对英格兰习俗的不敏感，都使得他与英格兰人的关系更加恶劣。中世纪作家纽伯格的威廉称隆尚是“一个能力与忠诚都未经检验的低微外国人”。比如，隆尚似乎不会说英语，这让他与同侪的关系更僵了。大贵族们控诉隆尚边缘化国王任命的其他共事官员，引入外国人担当公职。虽然第一个控诉未必为真，但第二个确有实证，因为隆尚确曾任命过非土生人士担任政法院职位及治安官。他也曾有过任命亲戚和属下统领一些英格兰城堡防务，以求控制它们的尝试。

## 引用
1. ↑  Balfour "Origins of the Longchamp Family" Medieval Prosopography p. 78

## 延伸閱讀
- Balfour，David Bruce.  (学位论文). 1 January 1996  [2019-01-21]. （原始内容存档于2015-06-11）.

| 官衔                    | 官衔               | 官衔                                        |
| ----------------------- | ------------------ | ------------------------------------------- |
| 前任者： Geoffrey       | 大法官 1189–1197   | 繼任者： Eustace (Keeper of the Great Seal) |
| 前任者： Hugh de Puiset | 首席大法官 1189    | 繼任者： Walter de Coutances                |
| 天主教會職銜            |                    |                                             |
| 前任者： Geoffrey Ridel | 伊利主教 1189–1197 | 繼任者： Eustace                            |